# Мальчевско-Полненский район
Мальчевско-Полненский район — административно-территориальная единица, существовавшая в РСФСР в 1924—1933 годах. Административный центр — слобода Мальчевско-Полненская.

## История
Мальчевско-Полненский район был образован в апреле 1924 года и входил в Донецкий округ. 30 июля 1930 года Донецкий округ был упразднён и его территория отошла в прямое подчинение Северо-Кавказского края.
В 1933 году в Северо-Кавказском крае была образована Северная область, Мальчевско-Полненский район был упразднён и часть его территории в 1934 году вошла в Мальчевский район, который в 1934—1937 годах входил в Северо-Донской округ, а затем вошёл во вновь образованную Ростовскую область.